# Etobema fusciapicalis
Etobema fusciapicalis är en fjärilsart som beskrevs av Rothschild 1915. Etobema fusciapicalis ingår i släktet Etobema och familjen tofsspinnare. Inga underarter finns listade i Catalogue of Life.